# Contea di Wiesentheid
La contea di Wiesentheid fu uno stato tedesco del Sacro Romano Impero esistente dal 1681 al 1806 attorno alla città di Wiesentheid, moderna Baviera.

## Storia

### Dalle origini all'estinzione della casata dei Dernbach
Il governo su Wiesentheid risale all'epoca del principe-vescovo di Würzburg e Bamberga, Peter Philipp von Dernbach. Questi, nella guerra olandese, aveva sostenuto l'imperatore Leopoldo I del Sacro Romano Impero contro gli attacchi della Francia di Luigi XIV ed aveva nello specifico partecipato all'assedio di Filisburgo del 1676, riconquistando l'importante fortezza per il Sacro Romano Impero. Leopoldo I progettò quindi di ringraziare il prelato per i suoi servizi, elevando lui e i suoi nipoti Johann Otto e Philipp Wilhelm al rango di conte imperiale con tutti i vantaggi che ne derivavano.
Inoltre, giunse a concedere potere sovrano alla famiglia von Dernbach. Già dal 1677 il principe-vescovo Peter Philipp aveva iniziato ad acquisire diverse quote del feudo di Wiesentheid per la sua famiglia. Johann Otto, che aveva sposato la vedova dell'ultimo feudatario dell'area, aveva gettato le basi per la costituzione di una vera e propria contea feudale.
Il 2 dicembre 1680, l'imperatore Leopoldo informò l'ufficio distrettuale del Circolo Imperiale Francone della sua intenzione di elevare i beni precedentemente cavallereschi allo status imperiale. L'inclusione ufficiale della contea di Wiesentheid avvenne nell'agosto del 1681. Johann Otto von Dernbach, che fu il primo conte reggente, ricevette i diritti di mercato nel 1682 e si stabilì definitivamente a Wiesentheid; nel 1685 ottenne di poter costituire un tribunale in loco. Dopo tre matrimoni, ad ogni modo, non ebbe un erede maschio ed il 29 maggio 1697, alla sua morte, la sua terza moglie, Maria Eleonora, ne divenne l'erede.

### La contesa per la reggenza
Già durante la malattia di Johann Otto, la sua terza moglie venne proclamata contessa reggente. Nel testamento del defunto conte, che venne aperto nel 1697, egli stesso riaffermava questa sua volontà di mantenere la moglie al suo trono. Tuttavia, il vescovo di Würzburg Johann Gottfried von Guttenberg, desideroso di incamerare per sé il feudo, non riconobbe il nuovo sovrano e dopo la morte del conte Wiesentheid occupò difatti il castello con le proprie truppe.
Fu a quel punto che il principe-vescovo di Bamberga, Lothar Franz von Schönborn, fece appello all'imperatore Leopoldo per ripristinare il governo appena stabilito. Il 21 luglio 1697, l'imperatore nominò Cristiano Ernesto di Brandeburgo-Bayreuth quale commissario imperiale nella causa nella speranza che le due parti trovassero un accordo, ma ancora dopo un anno tutto appariva in alto mare.
Il tutto si protrasse sino alla morte del vescovo di Würzburg von Guttenberg e con l'elezione del suo successore, Johann Philipp von Greiffenclau zu Vollraths, nel 1699 si ebbe una svolta. Il 12 febbraio 1701 venne concluso un trattato: i conti sovrani persero alcuni territori a favore del vescovado, ma potevano ancora avere il loro status di conti e feudatari imperiali.
Da quel momento regnò senza opposizioni Maria Eleonore, vedova del primo conte. Il 14 novembre 1701 sposò il politico e diplomatico Rudolf Franz Erwein von Schönborn, portandogli in dote la contea. Il 26 luglio 1704 Maria Eleonore trasferì ufficialmente la reggenza al marito.

### Gli Schönborn
Rudolf Franz Erwein von Schönborn fu un governante attento alle esigenze della contea ereditata dalla moglie, acquisendo nuovi feudi dai conti Giovanni Federico di Castell-Rüdenhausen e Carlo Federico Amedeo di Castell-Remlingen che avevano possedimenti nell'area ed emise decreti a favore del popolo locale.
Rudolf Franz Erwein morì il 22 settembre 1754 e suo figlio Joseph Franz Bonaventura prese il controllo dei territori di Wiesentheider. Durante il suo regno infuriò la Guerra dei Sette anni, ma egli seppe governare in maniera illuminata con alcuni provvedimenti in campo scolastico; nel 1770 introdusse nell'area il primo sistema sanitario.
Il terzo conte regnante della famiglia Schönborn fu il figlio di Joseph Franz, Hugo Damian Erwein. Questi promosse la strada verso un governo più liberale e creò diverse strade nella contea, oltre a istituire un primo servizio di polizia nel 1779.
La contea venne destituita nel 1806 con il crollo del dominio imperiale del Sacro Romano Impero. Il 18 settembre 1806 le truppe bavaresi occuparono la residenza Wiesentheid ed il 30 settembre dello stesso anno il potere di governo sull'area venne trasferito al nuovo regno.
I conti di Schönborn vennero integrati nella nobiltà bavarese e austriaca, ma persero ogni diritto feudale, mantenendo il titolo comitale a livello onorifico.

## Conti di Wiesentheid
- Johann Otto von Dernbach (1681-1697)
- Maria Eleonore von Hatzfeld-Wildenburg (1697-1704)
- Rudolf Franz Erwein von Schönborn (1704-1754)
- Joseph Franz Bonaventura von Schönborn-Wiesentheid (1754-1772)
- Hugo Damian Erwein von Schönborn-Wiesentheid (1772-1806)

soppressione della contea alla caduta del Sacro Romano Impero